# Wilhelm von Wright

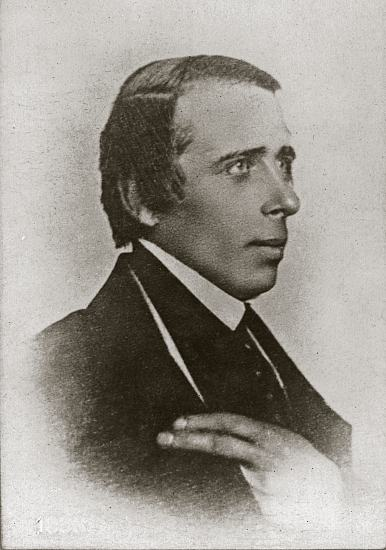
Wilhelm von Wright (Porträt)

Wilhelm von Wright (* 5. April 1810 in Haminalahti bei Kuopio; † 2. Juli 1887 in Orust) war ein finnlandschwedischer Maler und Grafiker.

## Leben und Wirken
Wie auch seine beiden Brüder Magnus von Wright und Ferdinand von Wright widmete er sich der Darstellung von Vögeln. Wilhelm von Wright verbrachte seine Kindheit auf dem elterlichen Gut Haminalahti bei Kuopio. Seine Eltern waren der Major Henrik Magnus von Wright und Marie Elisabeth geb. Tuderus. Die Familie stammt ursprünglich aus Schottland; der Stammvater Georg Wright ließ sich in der Mitte des 17. Jahrhunderts als Kaufmann in Narva nieder. Die Schulausbildung erhielt Wilhelm überwiegend durch die Eltern und Hauslehrer. Seine Muttersprache war schwedisch, wenn auch er fließend finnisch las und sprach. Wie seine Brüder auch, verbrachte Wilhelm sein leben lang viel Zeit auf Jagd und in der Natur. 
Auf Einladung seines Bruders Magnus reiste er 1823 nach Schweden, wo er für den schwedischen Ornithologen Nils Bonde an der Erstellung der mehrbändigen Svenska Fåglar (Stockholm: C. von Scheele. 1828) mitarbeitete. Seine wichtigste Einzelarbeit war Skandinaviens fiskar (Stockholm: P. A. Norstedt & Söner, 1836–1857) von Bengt Fredrik Fries und Carl Jakob Sundevall, für das er sechzig farbige Illustrationen lieferte. Von Wright steuerte auch Zeichnungen für die schwedische Zeitschrift Tidskrift för Jagare och Natur Forskaren bei, die in Stockholm vom Svenska Jägareförbundet für Jäger und Naturforscher herausgegeben wurde. 1833 wurde er Mitglied der Stockholmer Handelskammer und zwei Jahre später in die Kungliga Konsthögskolan Stockholm gewählt. 
Nach 1836 lebte er auf der Insel Orust in der Gemeinde Morlanda in Bohuslän, wo er seinen Wohnsitz in Marieberg einrichtete. Im Jahr 1845 heiratete er Maria Margareta Bildt (1816–1884). 1855 wurde er zum Inspektor für Fischerei in Bohuslän ernannt. Kurze Zeit später erlitt er einen Schlaganfall, der ihn für den Rest seines Lebens arbeitsunfähig machte. Nach dem Tod seiner Frau im Jahr 1884 starb er im Jahr 1887.